# 유노오촌
유노오촌(湯尾村)은 후쿠이현 난조군에 설치되었던 촌이다. 현재의 미나미에치젠정 북부에 해당한다.